# Pleogynopteryx bituminaria
Pleogynopteryx bituminaria là một loài bướm đêm trong họ Geometridae.